# Watanabe Shōzaburō

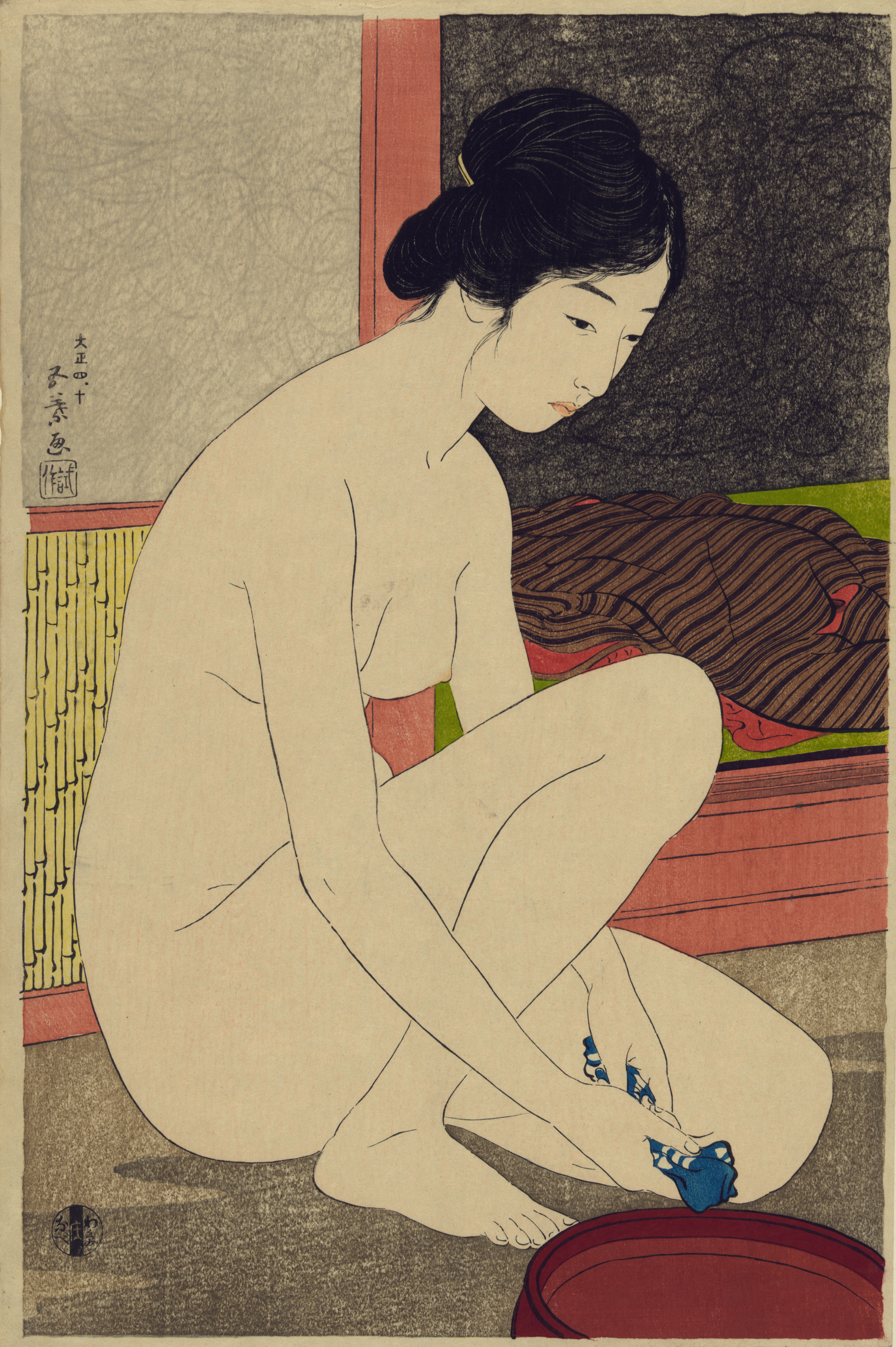
Hashiguchi Goyō: Im Bad (1915)

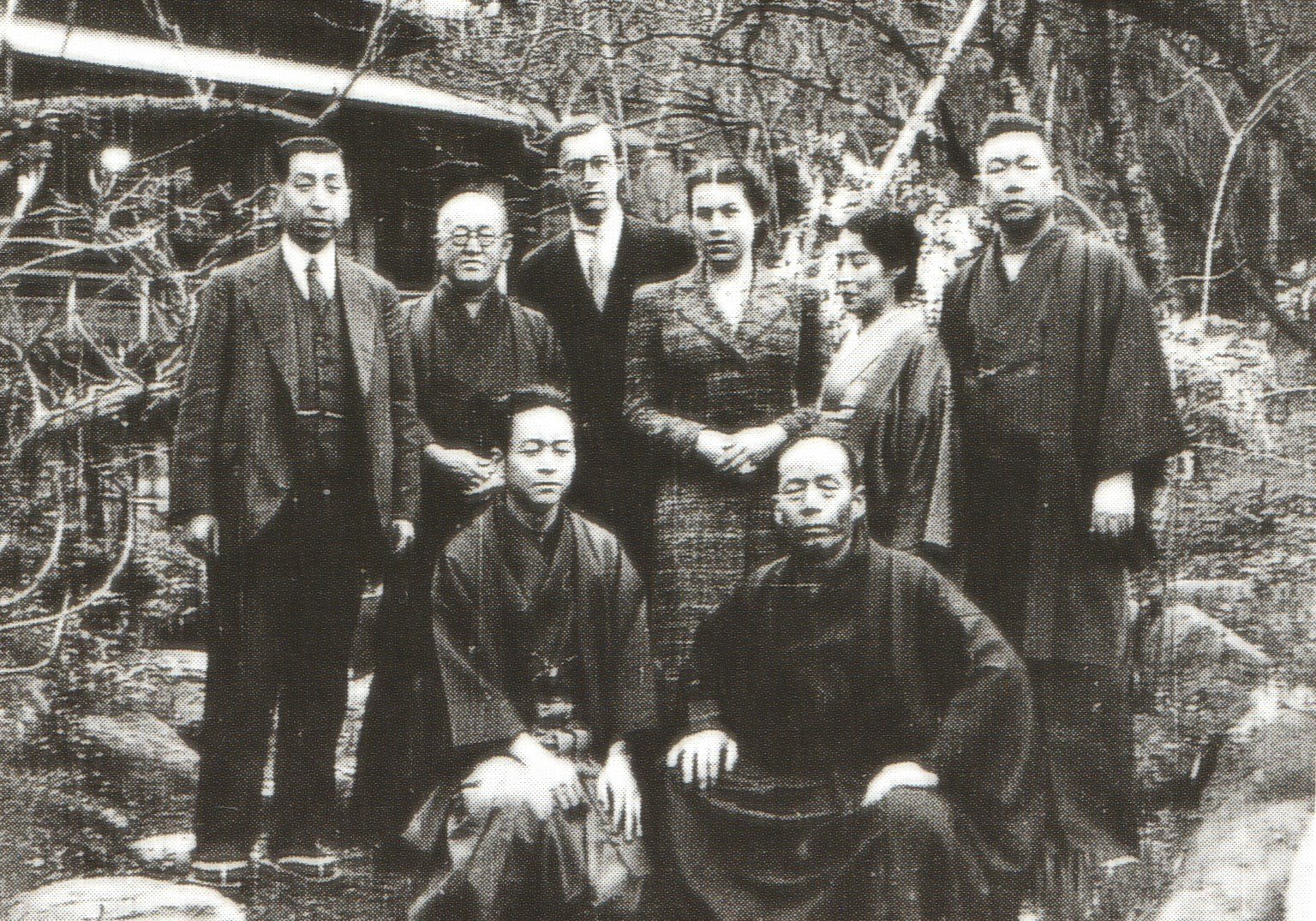
Watanabe bei Itō Shinsui, 1941

Watanabe Shōzaburō (japanisch 渡邊 庄三郎; geb. 2. Juni 1885 in der Präfektur Ibaraki; gest. 14. Februar 1962) war ein japanischer Verleger von Farbholzschnitten. Er regte die „Neuen Holzschnitte“ (Shin-hanga) an, eine stilistische Fortentwicklung des klassischen Ukiyo-e.

## Leben und Werk
Watanabe Shōzaburō begann seine Karriere unter Kobayashi Bunshichi (小林 文七; 1862–1923), bei dem er lernte, Drucke zu exportieren. Er heiratete eine Tochter des Holzschnitt-Schneiders Chikamatsu Otohisa (近松 於菟寿). 1909 eröffnete Watanabe sein eigenes Geschäft.
Da die klassischen Ukiyoe-Holzschnitte zu der Zeit in Japan aus der Mode gekommen waren, von Ausländern aber  immer noch nachgefragt wurden, kam Watanabe auf die Idee, nach der traditionellen Methode der Arbeitsteilung  Künstler als Entwerfer, Holzschnitt-Künstler als Schneider der Druckplatte und Drucker mit der Erfahrung im Mehrfarbendruck Drucke anfertigen zu lassen, die im Unterschied zum Ukiyo-e Frauen und Themen der Gegenwart zum Inhalt hatten. Der erste Künstler, den Watanabe gewinnen konnte, war Hashiguchi Goyō (1880–1921). Er war es dann auch, der das erste Blatt innerhalb der von Watanabe nun Shin-hanga („Neue Drucke“) genannten Stilrichtung schuf. 
Watanabe konnte dann eine Reihe weiterer Künstler gewinnen, unter denen vor allem Kawase Hasui (1883–1957) und Itō Shinsui (1898–1972) sehr produktiv waren. Auch einige Ausländer wie der Österreicher Friedrich Capelari (1884–1950) wurden mit ihren japanischen Motiven bei Watanabe verlegt. Die Nachfrage nach den Shin-hanga hatte nach dem Zweiten Weltkrieg stark nachgelassen, das Interesse an ihnen hat aber seit Ende des 20. Jahrhunderts wieder zugenommen.
Das von Watanabe verfasste und von Inoue Kazuo (井上和雄; 1889–1946) edierte Buch Ukiyoeshi-den (浮世絵師伝, „Biografie der Ukiyoe-Künstler“) war seit seinem Erscheinen 1931 für viele Jahre das wichtigste Werk in diesem Bereich.